# Virginie Bojaryn
Virginie Bojaryn est une nageuse française née le 3 août 1971 à Charleville-Mézières.
Elle est membre de l'équipe de France aux Jeux olympiques d'été de 1988 à Séoul, prenant part aux 100 et 200 mètres brasse ; elle est dans les deux cas éliminée en séries. Elle est aussi médaillée d'argent sur 100 mètres brasse et médaillée de bronze sur 200 mètres brasse aux Jeux méditerranéens de 1987 à Lattaquié et médaillée de bronze sur 4x100 mètres quatre nages aux Jeux méditerranéens de 1991 à Athènes.
Elle a été deux fois championne de France sur 50 mètres brasse (été 1988 et hiver 1991), deux fois championne de France sur 100 mètres brasse (été 1988 et hiver 1991) et quatre fois championne de France sur 200 mètres brasse (été 1988, été 1989, hiver 1990, hiver 1991).
En club, elle a été licenciée à Charleville-Mézières.